# Spelobia quaesita
Spelobia quaesita är en tvåvingeart som beskrevs av Rohacek 1983. Spelobia quaesita ingår i släktet Spelobia och familjen hoppflugor.
Artens utbredningsområde är Spanien. Inga underarter finns listade i Catalogue of Life.